# 아이스 에이지: 지구 대충돌
《아이스 에이지: 지구 대충돌》(영어: Ice Age: Collision Course)은 블루 스카이 스튜디오가 제작하여 2016년 7월 20일에 개봉된 미국의 3D 애니메이션 영화이다. 《아이스 에이지》 시리즈의 다섯 번째이자 마지막 작품이고, 2012년에 개봉한 《아이스 에이지 4: 대륙 이동설》의 속편이다.

## 줄거리
이전 영화의 사건 이후, 피치는 온순한 털매머드인 줄리안과 결혼을 약속하지만, 매니는 줄리안이 성가시고 피치를 보호할 능력이 없다고 생각하여 이를 반대한다. 피치가 신혼여행으로 세계를 여행하고 탐험하고 싶다고 밝히면서 매니와 엘리 모두 반대하여 우려는 더욱 커진다. 디에고와 쉬라는 아이를 갖고 싶어 하지만, 다른 아이들이 스밀로돈을 무서워하기 때문에 친구를 사귀지 못할까 봐 걱정한다. 시드는 여자친구 프랜신에게 프러포즈하려 하지만, 그녀에게 차이고 자신의 외로움을 한탄한다.
매니와 엘리의 결혼기념일 동안, 소행성들이 그 장소를 강타하고 무리는 간신히 탈출하여 동굴에 피신한다. 한편, 지하의 잃어버린 세계에서 벅은 개빈, 거티, 로저라는 세 마리의 날아다니는 드로마에오사우루스가 훔쳐간 카스모사우루스 알을 어미에게 돌려준다. 벅은 고대 석주를 발견하고 이를 지표면으로 가져와 무리와 재회한다. 벅은 석주에 따르면 소행성들이 과거에 두 번의 멸종을 일으켰고, 다음 소행성이 다가오고 있으니 이를 막을 단서를 찾을 수 있는 유일한 장소는 이전 충돌 지점인 근처 화산이라고 설명한다. 석주의 조각에 따르면 소행성들은 항상 같은 장소에 떨어진다.
그러나 세 드로마에오사우루스는 이들의 대화를 엿듣고, 개빈과 거티는 이들을 막기로 결정한다. 그들은 자연적인 비행 능력 덕분에 충돌을 쉽게 피할 수 있다고 믿으며, 벅에게 복수할 뿐만 아니라 지구 인구를 전멸시키고 공룡이 행성을 지배하게 될 것이라고 생각한다. 로저는 망설이지만, 개빈과 거티는 그를 강압하여 협력하게 한다. 무리가 충돌 지점으로 여행하는 동안, 벅은 소행성들이 전자기적 특성을 가지고 있음을 발견한다. 그는 수많은 작은 소행성들을 모아 궤도로 발사하면 주 소행성을 지구에서 멀리 끌어당길 수 있다고 이론화한다.
몇 가지 장애물과 드로마에오사우르스의 방해를 겪은 후, 무리는 오래전 떨어진 소행성 중 하나 내부에 형성된 불멸의 동물 공동체인 지오토피아에 도착한다. 그곳에서 시드는 그에게 즉시 사랑에 빠지는 땅늘보인 브룩을 만난다. 지오토피아의 지도자인 상그리 라마는 도시의 수정들을 사용하여 소행성을 막으려는 벅의 계획에 협력하기를 거부하는데, 그 수정들이 주민들의 장수의 비결이기 때문이다. 시드는 브룩에게 선물하기 위해 수정 하나를 제거하려다가 실수로 도시 전체를 파괴하고, 지오토피아 주민들을 즉시 실제 나이로 노화시킨다. 이는 상그리 라마를 매우 짜증 나게 한다.
브룩이 다른 지오토피아 주민들에게 소행성을 막는 것이 잃어버린 젊음보다 더 중요하다고 설득한 후, 그들과 무리는 모든 수정으로 이루어진 거대한 공을 화산에 채워 넣어 압력으로 수정들을 우주로 발사하여 소행성을 끌어당기게 한다. 드로마에오사우루스는 개입하려 하지만 곧 소행성 충돌에서 살아남지 못할 것임을 알게 된다. 벅은 그들에게 도움을 요청하며 공룡들이 그들과 조화롭게 살 수 있다고 말한다. 작은 운석이 개빈을 때린 후, 그들은 실수로 마지막이자 가장 큰 수정을 떨어뜨린다. 그러나 매니와 줄리안은 협력하여 수정을 화산으로 다시 던져 넣어 줄리안은 매니의 승인을 얻는다. 그 후 화산이 폭발하여 자기성 수정 조각들을 하늘로 보내고, 이는 다가오는 소행성을 지구에서 멀리 우주로 되돌려 보낸다.
그 후 무리는 집으로 돌아가고, 시드는 브룩과 헤어진다. 그러나 그들이 떠난 직후, 작은 수정 조각이 온천 안으로 떨어져 회춘의 특성을 부여하고, 그들과 함께 남아있던 지오토피아 주민들과 그래니는 젊음을 되찾는다. 무리가 돌아온 후, 매니와 엘리는 피치와 화해하고 그녀에게 꿈을 쫓으라고 격려한다. 피치와 줄리안은 그 후 결혼하고, 디에고와 쉬라는 아이들에게 영웅이 되며, 회춘한 브룩은 결혼식에 나타나 시드와 재회하여 시드를 매우 기쁘게 한다.
스크랫은 실수로 화성에 불시착하여 의도치 않게 모든 생명체를 전멸시킨 후, 우주선으로 돌아가 지구로 도피한다.

## 한국판 성우진
- 설영범 - 매니
- 이인성 - 시드
- 홍성헌 - 디에고
- 장우영 - 엘리
- 소연 - 쉬라
- 홍수정 - 피치스
- 박은숙 - 시드의 할머니
- 장광 - 크레쉬
- 오인성 - 에디
- 배한성 - 벅
- 안용욱 - 로저
- 홍진욱 - 게빈
- 원호섭 - 토끼 / 해설
- 윤세웅 - 라마